# Jarrad Hoeata

a Compétitions nationales et continentales officielles uniquement.

b Matchs officiels uniquement.
Dernière mise à jour le 5 janvier 2018.
Jarrad Hoeata, né le 12 décembre 1983 à Tauranga (Nouvelle-Zélande), est un joueur de rugby à XV international néo-zélandais évoluant au poste de deuxième ligne ou de troisième ligne centre. Durant la saison 2017-2018, il fait partie de l'effectif de Montpellier en tant que joker médical.

## Biographie
En janvier 2018, Jarrad Hoeata rejoint le Top 14 et le MHR, en tant que joker médical du seconde ligne Jacques du Plessis, blessé (tendon d'Achille), en provenance du club néo-zélandais de la province de North Harbour.